# آلفا ترازو

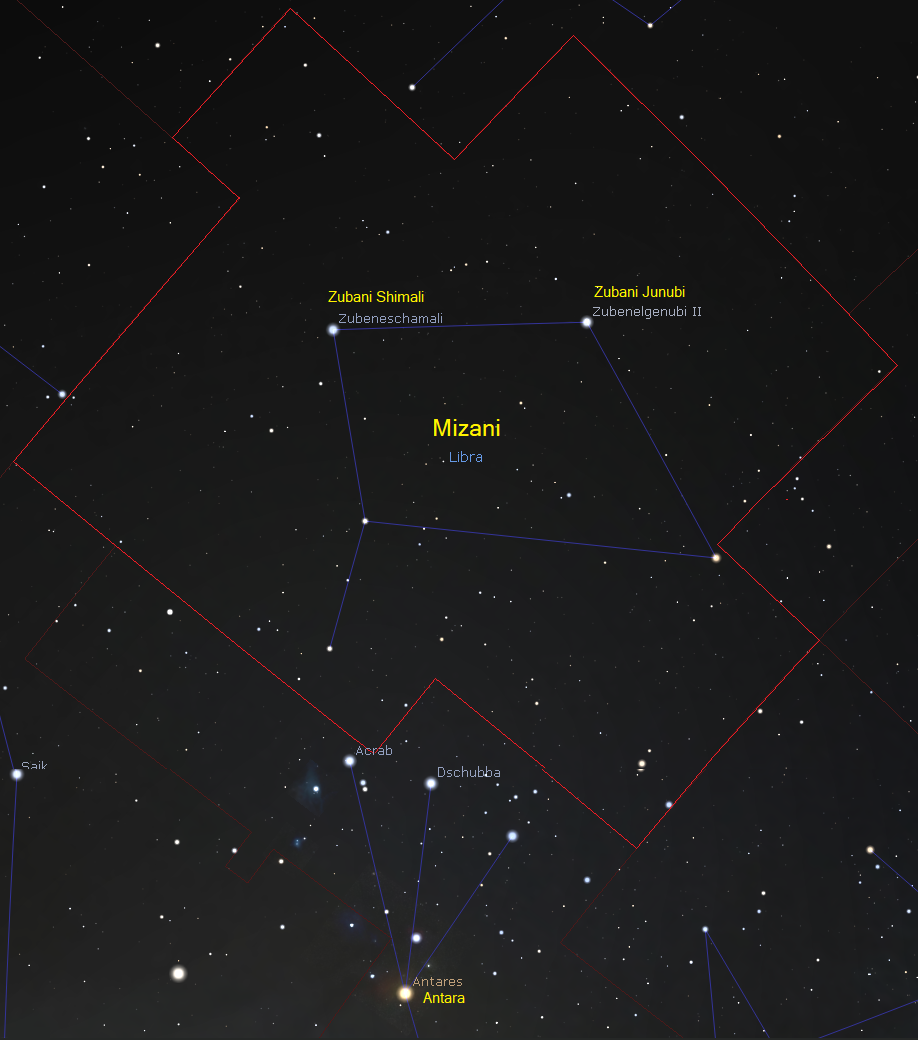
ستارهٔ آلفا ترازو (Mizani) در مرکز تصویر

آلفا ترازو، یک ستاره است که در صورت فلکی ترازو قرار دارد.